# Disa tripetaloides
Disa tripetaloides là một loài lan mọc ven suối Nam Phi. Đây là một trong các loài nhỏ hơn của chi Disa trong phân chi Disa. Có một số quần thể mọc ở khu vực mưa mùa đông của Nam Phi

## Hình ảnh

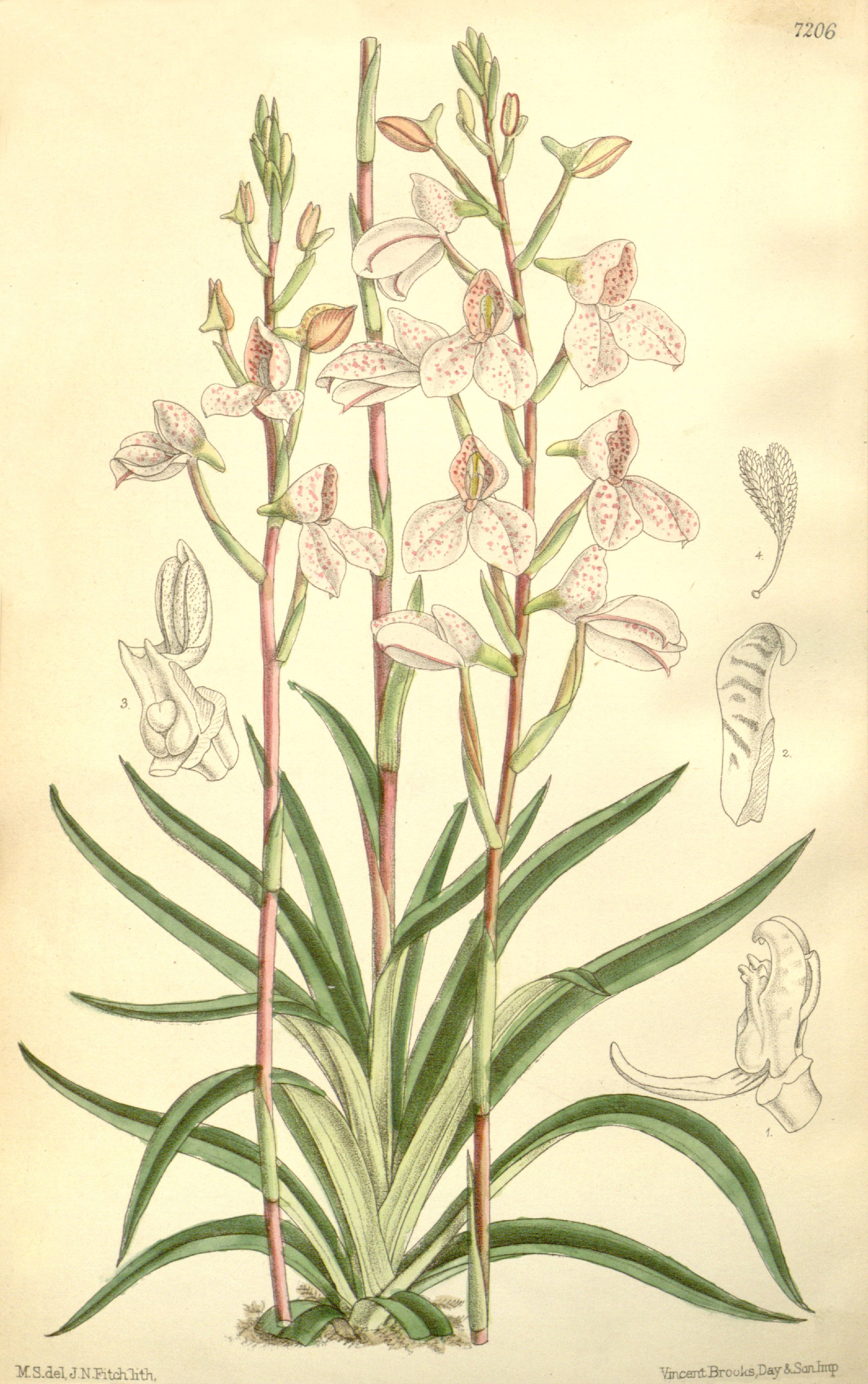
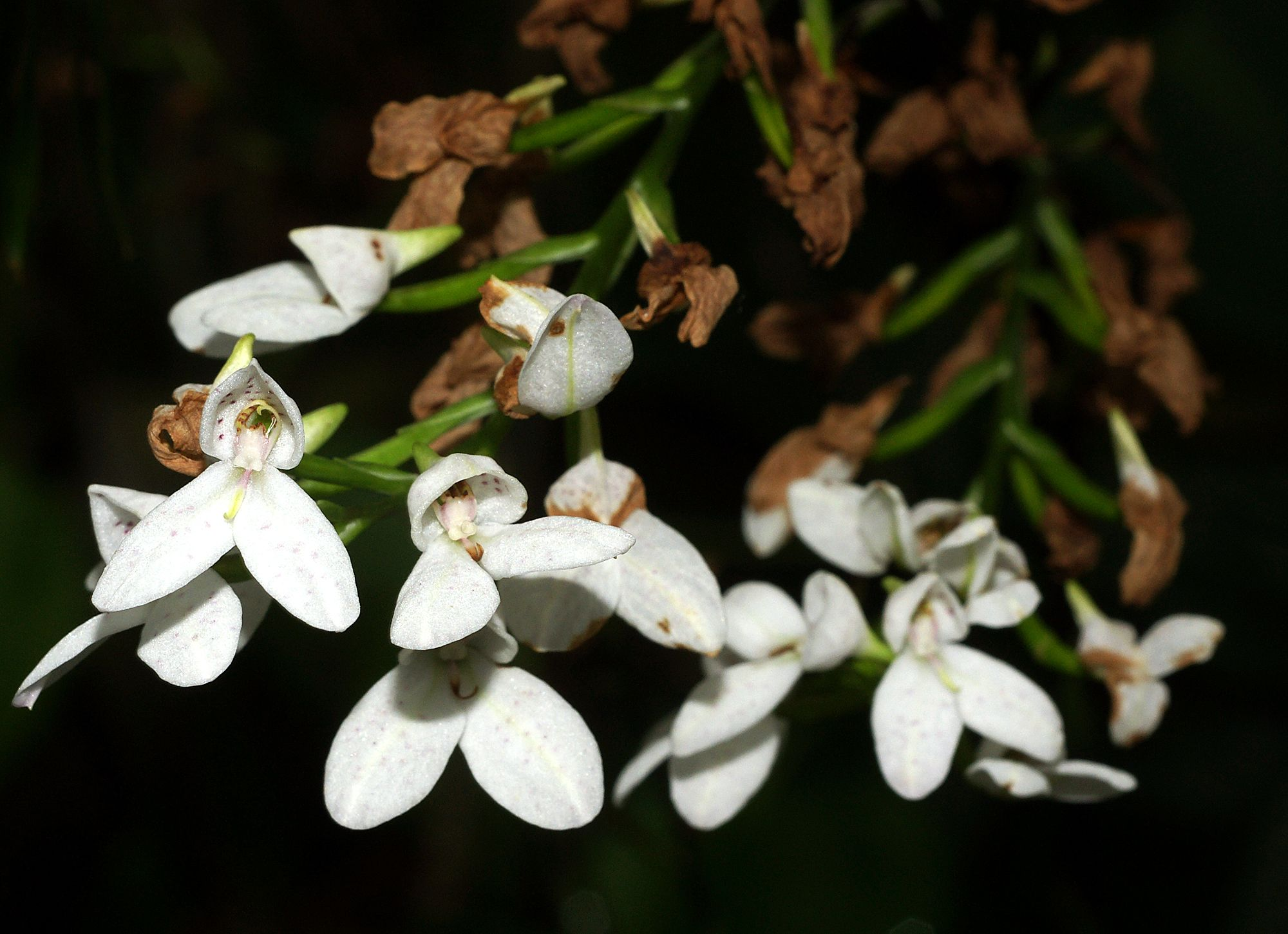
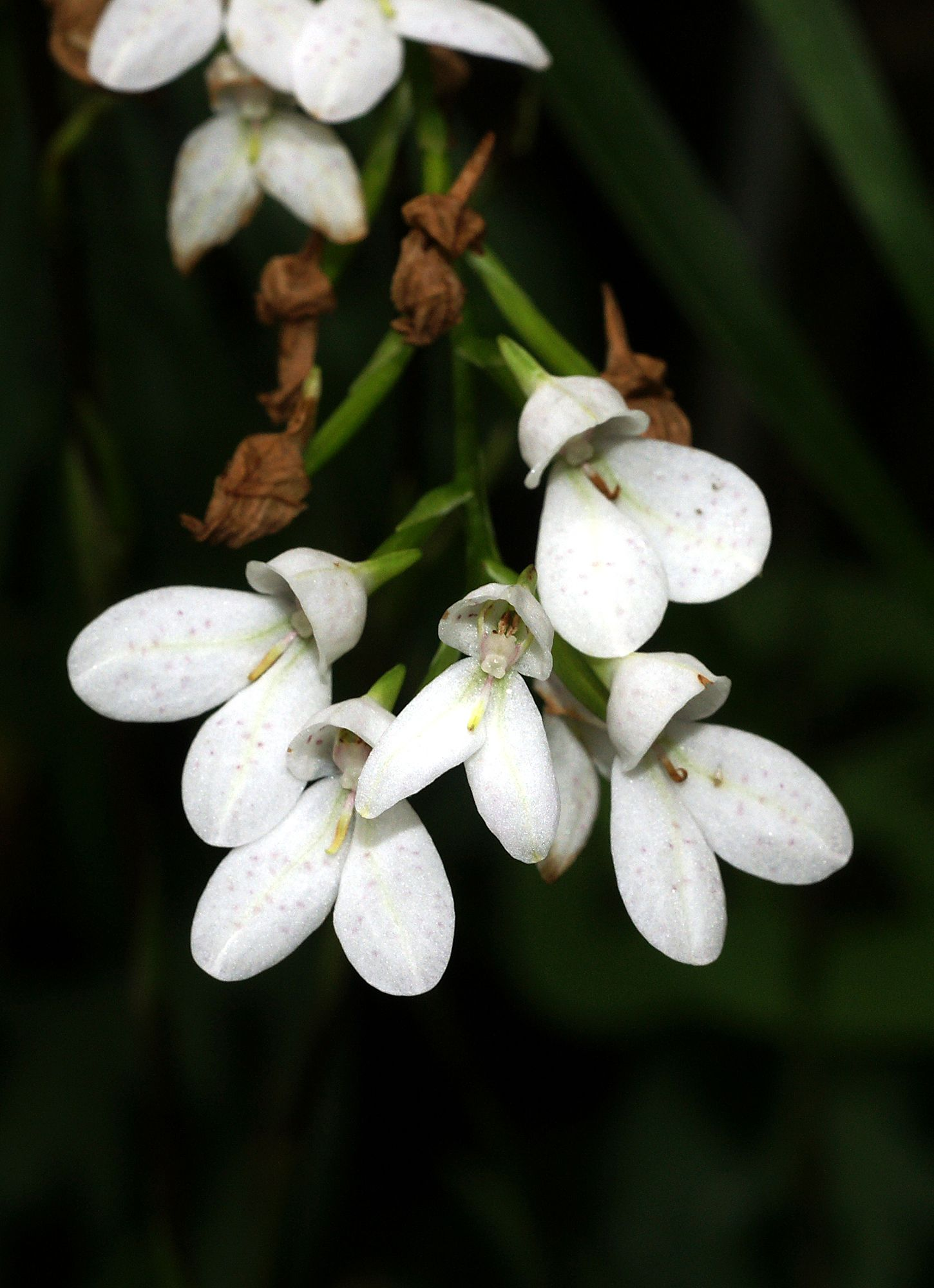
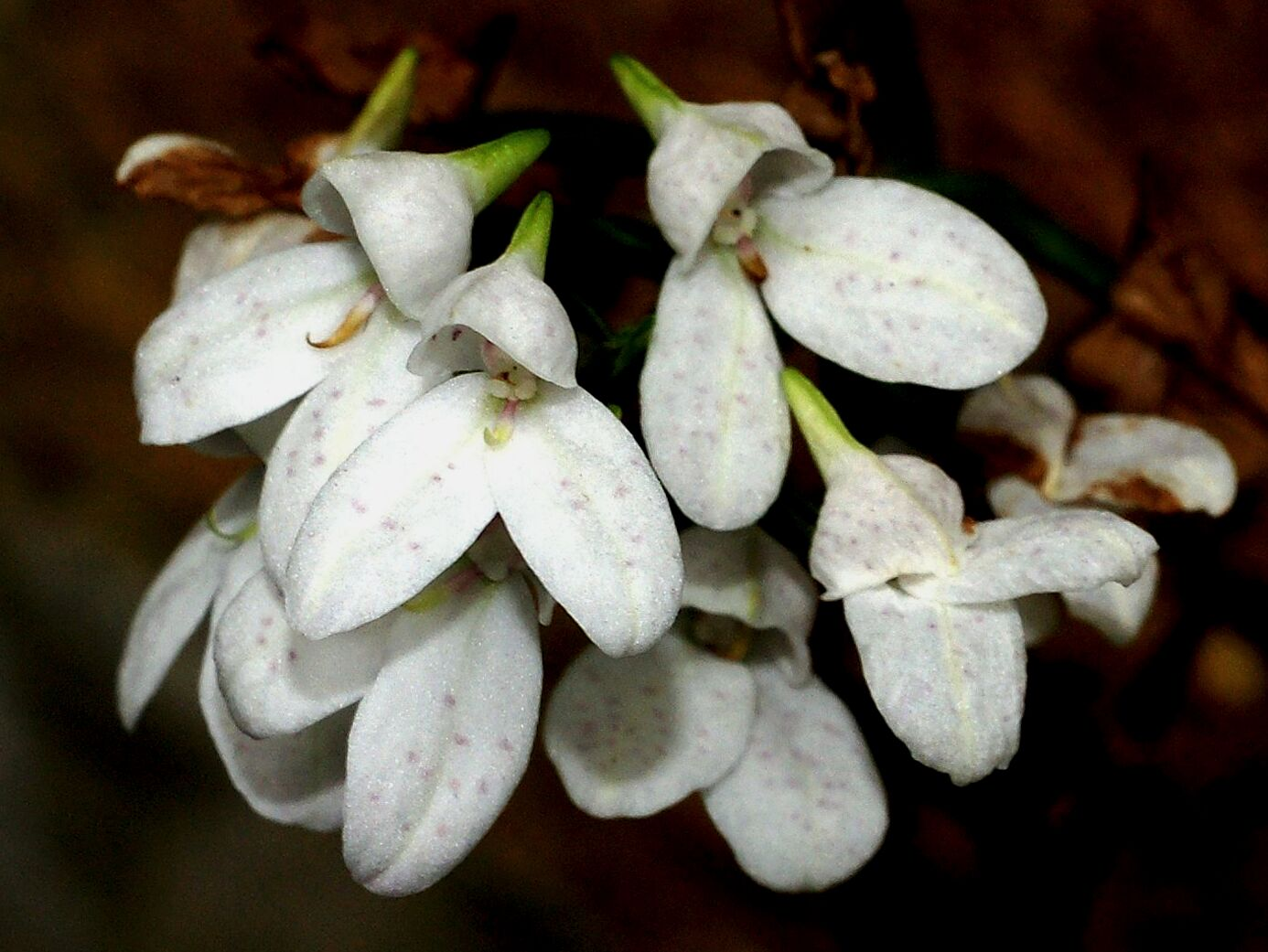